# Pseudosparianthis ambigua
Pseudosparianthis ambigua là một loài nhện trong họ Sparassidae.
Loài này thuộc chi Pseudosparianthis. Pseudosparianthis ambigua được Lodovico di Caporiacco miêu tả năm 1938.